# Philodromus aryy
Philodromus aryy este o specie de păianjeni din genul Philodromus, familia Philodromidae, descrisă de Marusik, 1991. Conform Catalogue of Life specia Philodromus aryy nu are subspecii cunoscute.